# 盧斯球場

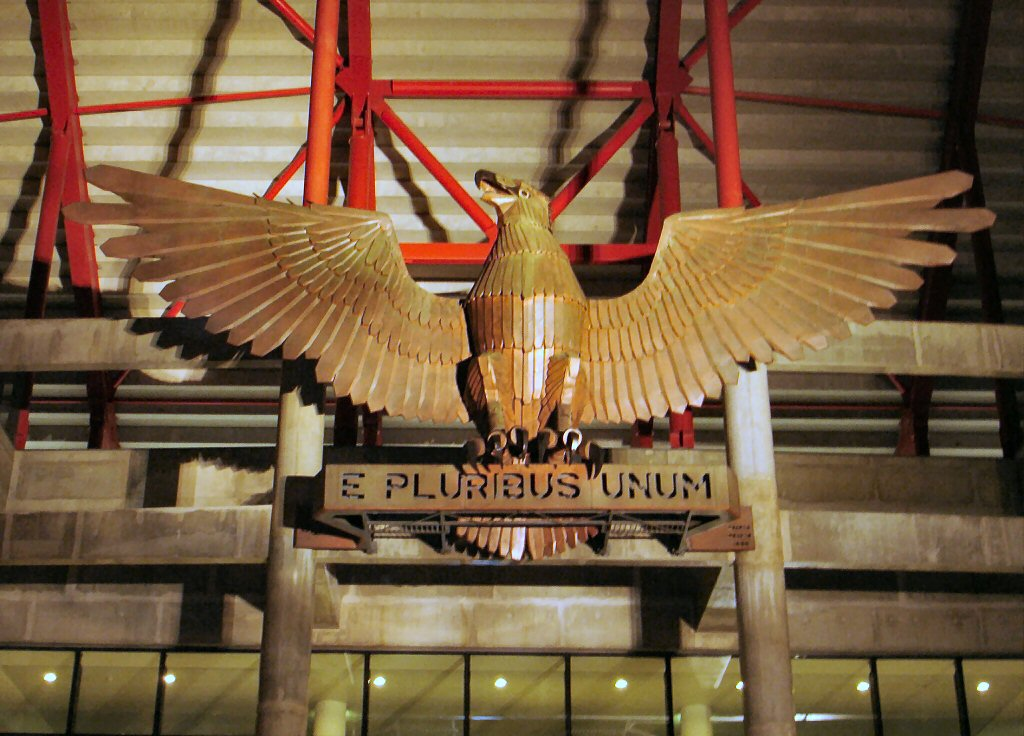
盧斯球場外的賓菲加標誌

盧斯球場（葡萄牙語：Estádio da Luz）又譯為光明球場，官方名稱是本菲卡球場（Estádio do Sport Lisboa e Benfica），是位於葡萄牙里斯本的專業足球場，是葡超勁旅的主場，賓菲加球迷稱球場為A Catedral（座堂）。盧斯（Luz）是球場所在的堂區名稱，而此字於葡萄牙語亦指「光明」，因此球場亦普遍稱為光明球場。
舊盧斯球場落成於1954年，至2002年清拆，重建為現時的新球場。
盧斯球場曾舉行2004年歐洲國家盃的比賽，更是決賽場地。決賽中，雖然葡萄牙有主場之利，卻以0-1敗於希臘，僅獲亞軍。
此外，盧斯球場亦曾舉行歷史上首次歐冠版的同市打吡——2014年歐洲冠軍聯賽決賽，由皇家馬德里以4-1(加時)擊敗馬德里體育會，第10次奪走歐冠。2019–20年歐洲冠軍聯賽由於受到COVID-19影響，淘汰賽到了八強階段全改成一場定勝負，決賽場地也從原本的伊斯坦堡改到盧斯球場。